# Axel Edvard Bonsdorff
Axel Edvard Robertowitsch Bonsdorff (russisch Аксель Робертович Бонсдорф; * 27. Novemberjul. / 9. Dezember 1839greg. in Fredrikshamn, Großfürstentum Finnland; † 25. Juli 1919 in Helsinki) war ein russischer Offizier der Kaiserlich Russischen Armee und Topograf.

## Leben
Bonsdorff trat im Juli 1851 in das  Fredrikshamner Kadettenkorps ein. Nach dem Abschluss im Juli 1858 kam er in das Grenadierregiment des Großfürsten Alexander Alexandrowitsch in Astrachan. 1860–1862 studierte er an der Michail-Artillerie-Akademie in St. Petersburg. Darauf kam er zur Festungsartillerie der Festung Sveaborg. 1863 wurde er in die Astronomische Gesellschaft in Hamburg aufgenommen. 1868–1872 studierte er an der Nikolai-Akademie des Generalstabs in der Geodäsie-Abteilung.
Als Nachfolger Konstantin Scharnhorsts führte Bonsdorff ab 1873 astronomische Ortsbestimmungen im Militärbezirk Turkestan durch. Er errichtete ein Observatorium in Taschkent. Mit Scharnhorst bestimmte er 1875 den Längengradunterschied zwischen Taschkent und Omsk. Er nahm 1875 und 1876 an militärischen Aktionen gegen das Khanat Kokand teil.
Bonsdorff wurde 1877 Leiter der Orenburger Militär-Topografie-Abteilung. Ab 1882 war er Redakteur der Karten der Militär-Topografie-Abteilung des Generalstabs und leitete die topografische Vermessung des nach dem Russisch-Osmanischen Krieg 1878 zurückgewonnenen Teils des Gouvernements Bessarabien.
Ab 1884 leitete Bonsdorff die topografische Vermessung des Großfürstentums Finnland und des Gouvernements St. Petersburg. Ab 1890 war er Mitglied der Kaiserlichen Russischen Geographischen Gesellschaft. 1898 wurde er zum Korrespondierenden Mitglied der Kaiserlichen Akademie der Wissenschaften gewählt. Ab 1904 leitete er die Triangulation des westlichen Grenzgebiets.
Zu Bonsdorffs wichtigsten Arbeiten gehörten seine Längengradbestimmungen. Mit den russisch-skandinavischen Längengradmessungen berechnete er die Erdkugelgestalt. Er untersuchte die finnische Küstenerhöhung.
Bonsdorff wurde 1913 als General der Infanterie aus dem Militärdienst entlassen.

## Ehrungen, Preise
- Russischer Orden der Heiligen Anna II. Klasse, I. Klasse
- Sankt-Stanislaus-Orden II. Klasse, I. Klasse
- Orden des Heiligen Wladimir IV. Klasse (1874)[2], III. Klasse, II. Klasse
- Kaiserlich-Königlicher Orden vom Weißen Adler
- Ehrendoktor der Kaiserlichen Alexander-Universität zu Finnland (1897)